# 방파제

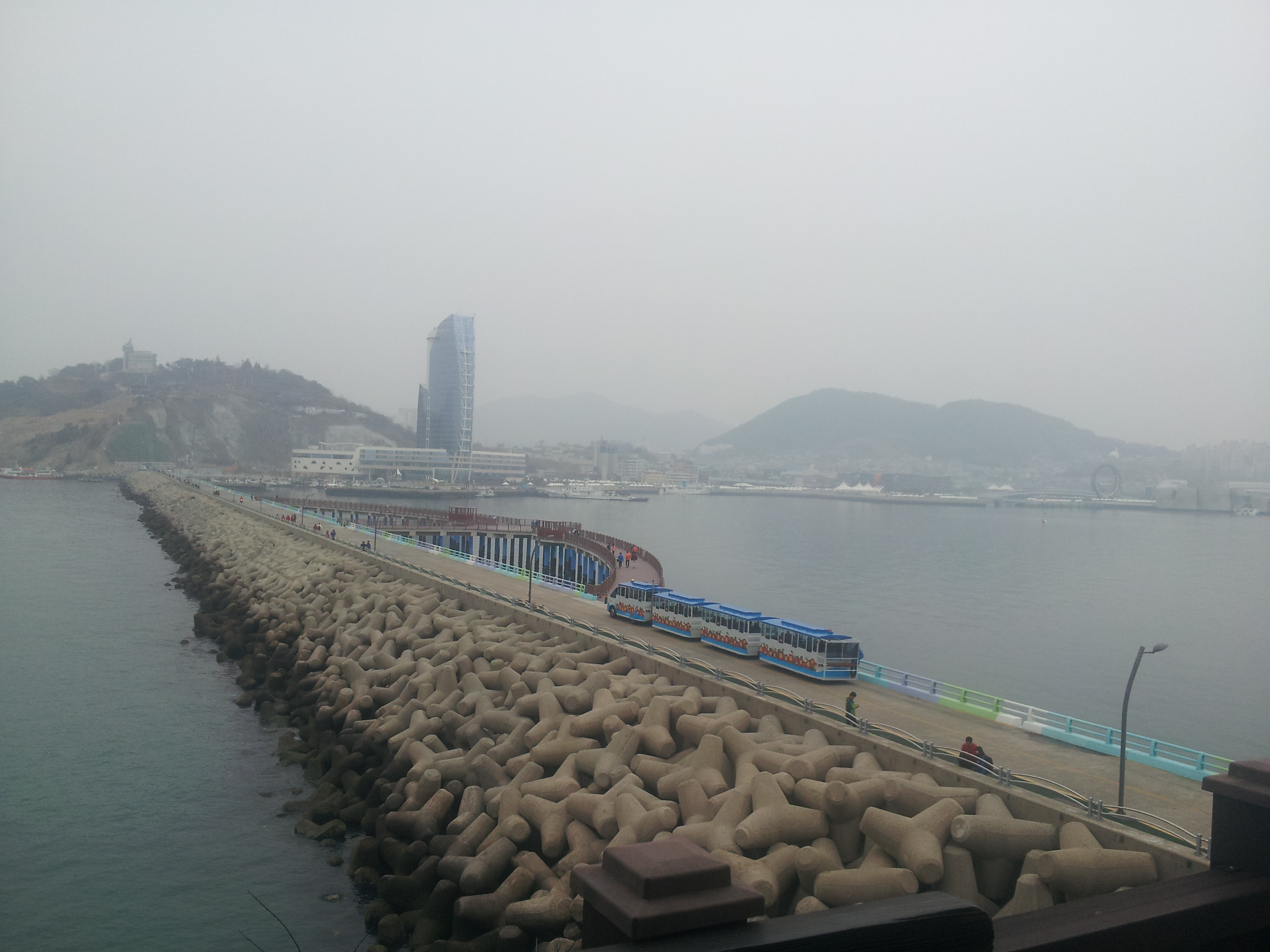
여수 오동도 방파제

방파제(防波堤, 영어: breakwater)는 바다로부터 밀려오는 거친 파도를 막아 항구 안의 수면을 잔잔하게 유지하기 위하여 바다에 쌓은 둑을 말한다. 방파제의 구조를 결정할 때 가장 중요한 것은 파도의 작용에 의해 제방이 파손되지 않고 안정을 유지하는 일이다. 먼저 파도의 형태를 알아 낸 후 파장·파고·주기를 조사하면 그 파도가 제방에 미치는 영향을 짐작할 수 있다.

## 구조에 따른 분류
- 직립제
- 경사제
- 혼성제

## 같이 보기
- 방조제
- 항구

## 참고자료
- 박영태 (2019). 《토목기사 실기》. 세진사.
- 이 문서에는 다음커뮤니케이션(현 카카오)에서 GFDL 또는 CC-SA 라이선스로 배포한 글로벌 세계대백과사전의 내용을 기초로 작성된 글이 포함되어 있습니다.